# Mihirakula

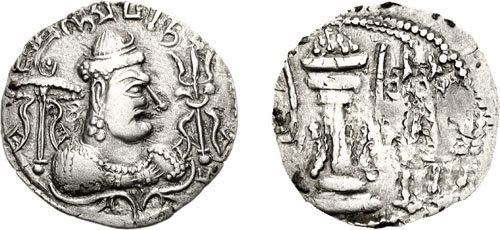
Münze Mihirakulas

Mihirakula (gestorben ca. 540/50) war ein bedeutender Herrscher der Alchon, der in der ersten Hälfte des 6. Jahrhunderts eine wichtige Rolle in der Geschichte Indiens spielte.

## Leben
Indische Quellen berichten von Angriffen der Hunas („Hunnen“) auf das nordwestliche Gupta-Reich im frühen 6. Jahrhundert. Unter der allgemeinen Bezeichnung Hunas sind Gruppen der sogenannten iranischen Hunnen zu verstehen, die im späten 4. und im 5. Jahrhundert in mehreren Angriffswellen nach Baktrien, Sogdien und Gandhara vorgedrungen waren. Die Identifizierung der Hunas mit den iranischen Hunnen (die nicht mit den um 375 nach Osteuropa vorgedrungenen „westlichen Hunnen“ verwechselt werden dürfen, mit denen sie wahrscheinlich nicht verwandt waren) ist in der historischen Forschung seit längerer Zeit unstrittig. Problematisch ist, welche dieser Gruppen um 500 nach Nordindien eindrang. 
In der neueren Forschung wird die Alchon-Gruppe mit diesen Angreifern gleichgesetzt. Problematisch ist, dass die indischen Quellen wenig differenzieren und nur pauschal von Hunas berichten. In der Forschung wird oft eine andere Gruppe der iranischen Hunnen (die Hephthaliten) mit den Hunas in Verbindung gebracht. Es scheint aber ein Unterschied zwischen der Alchon-Gruppe und den „eigentlichen“ Hephthaliten bestanden zu haben, die um 500 in Baktrien und Sogdien herrschten. Beide Gruppen ließen Münzen prägen, die eine wichtige Quelle für die Geschichte der iranischen Hunnen sind. Der numismatische Befund wiederum deutet recht eindeutig darauf hin, dass unter den Hunas die Alchon zu verstehen sind.
Die Hunas (Alchon) stießen unter ihrem Herrscher Toramana im frühen 6. Jahrhundert vom Punjab aus in den Nordwesten des Gupta-Reichs vor, was verheerende Folgen hatte. Die Hunas konnten offenbar mehrere Erfolge verbuchen und recht weit in das Gupta-Reich bis nach Zentralindien vordringen.
Toramanas Sohn Mihirakula folgte seinem Vater etwa 515 als Herrscher der Alchon in Indien nach. In indischen und chinesischen Quellen wird Mihirakula äußerst negativ geschildert; er wird auch von Kosmas Indikopleustes im 11. Buch von dessen Weltbeschreibung als Gollas erwähnt. Mihirakulas Name ist in der Sanskritform ein Hinweis auf Mithra, den iranischen Sonnengott, Mihirakula war aber auch ein Shivaanhänger. Dies belegen schriftliche Quellen und seine Münzprägungen. Eine von ihm initiierte Buddhistenverfolgung hatte zahlreiche Tote zur Folge; angeblich soll es sein Ziel gewesen sein, den Buddhismus in Indien ganz auszulöschen.
In indischen Quellen wird Mihirakula jedenfalls als reiner Tyrann geschildert, selbst in der modernen Forschung gilt er manchen als der „Attila Indiens“. Der Bericht des chinesischen Pilgers Song Yun deutet ebenfalls auf Mihirakulas Entschlossenheit hin, den Buddhismus zu bekämpfen. Song Yun reiste um 520 nach Kaschmir und begegnete dort einem Herrscher der Hunas, der in der Regel mit Mihirakula identifiziert wird; dieser stand dem Buddhismus feindlich gegenüber und ordnete mehrere Massaker an. Mihirakula wurde in der Forschung auch oft die Schuld für den Niedergang des Buddhismus in Nordwestindien gegeben, doch scheinen dabei noch andere Faktoren eine Rolle gespielt zu haben.
Als Mihirakulas Hauptstadt fungierte Sakala im Punjab. Eine von ihm in Auftrag gegebene Inschrift im indischen Gwalior datiert auf sein 15. Regierungsjahr und belegt das weite Vordringen der Hunas bis nach Madhya Pradesh. Mihirakulas Ziel war anscheinend die Eroberung ganz Nordindiens und er agierte zunächst sehr erfolgreich. Allerdings regte sich auch ernster Widerstand. Yasodharman, der Herrscher von Malwa aus der Aulikaras-Dynastie, trat Mihirakula entgegen und besiegte ihn wohl im Jahr 528 (sicher aber vor 532) in einer Schlacht. Nicht ganz klar ist die Rolle des Guptaherrschers Baladitya von Magadha, der ebenfalls einen Sieg beanspruchte; vermutlich haben beide Mihirakula schlagen können. Einer chinesischen Quelle zufolge soll Mihirakula sogar einige Zeit ein Gefangener Baladityas gewesen sein.
Die Niederlage Mihirakulas muss jedenfalls vernichtend gewesen sein, denn er zog sich nach Kaschmir zurück. Er scheint noch einige Jahre über Kaschmir und Gandhara geherrscht zu haben. Sein weiteres Schicksal ist nicht genau bekannt; angeblich soll er durch einen eigenen Kriegselefanten ums Leben gekommen sein. Das Todesjahr wird um 542 oder um 550 vermutet. Yasodharman wiederum gelangen mehrere weitere Erfolge, wie die von ihm beauftragten Inschriften in Mandasor belegen. Es scheint so, dass um die Mitte des 6. Jahrhunderts die Herrschaft der Hunas gebrochen war, wenngleich sie noch einige Zeit erbittert gegen indische Fürsten kämpften und das geschwächte Gupta-Reich ebenfalls unterging.